# Hodostates brevis
Hodostates brevis là một loài tò vò trong họ Ichneumonidae.